# Max Bolleman
Max Bolleman (Venlo, Nederland, 1944) is een Nederlandse drummer en geluidstechnicus, gespecialiseerd in jazzopnames.

## Biografie
Max Bolleman groeide op in Amsterdam. Op z’n 15e jaar begon hij met het spelen van slagwerk. Hij speelde met tal van nationale en internationale jazzmuzikanten, onder meer met Clark Terry, Cannonball Adderley, Bud Powell, Curtis Fuller, René Thomas, Clifford Jordan, Joe Farrell en Don Byas.
In 1983 begon hij een opnamestudio gespecialiseerd in het opnemen van jazzmuziek in Monster (Zuid-Holland). Tevens was hij werkzaam als opticien-optometrist.
Later in 1986 opende hij een geheel nieuwe opnamestudio namelijk Studio 44 te Monster. In datzelfde jaar beëindigde hij zijn werk als opticien-optometrist. Zijn studio werd wereldwijd bekend.
In 1989 ontving hij de Export Award van de Nederlandse overheid voor zijn grote bekendheid in het buitenland.
Hij nam meer dan 1500 CD's op van beroemde jazzmusici. Slechts een paar namen uit een lange reeks: Dizzy Gillespie, Art Blakey, Elvin Jones, McCoy Tyner, Joe Henderson, Chet Baker, Freddie Hubbard, Brad Mehldau, Wynton Marsalis, Hank Jones.
Alleen al in New York nam hij meer dan 300 CD’s op voor het label Criss Cross Jazz.
Na ruim 25 jaar beëindigde hij de opnamestudio in Monster. In zijn huidige woonplaats in België worden nog steeds opnamen gemaakt, maar nu als hobby.
Over de opnamen en belevenissen in Studio 44 en in New York is een boek verschenen getiteld "I'm the Beat" aka De Korte Beentjes van Art Blakey.
Een langgekoesterde wens om samen met Rob van den Broeck een CD te maken kwam uit. Het resultaat valt te beluisteren op de CD "Fantasy Factory". Dit is de eerste van een drieluik. De tweede heet "Sound Solutions" met als gast Gerd Dudek. De derde met titel "Impressive Impressions" heeft als gasten Gerd Dudek, Jasper van 't Hof en Carlo Nardozza.